# Laval, Québec
Laval är en stad (kommun av typen ville) i östra Kanada, en förort till metropolen Montréal och en av provinsen Québecs 17 regioner. Laval ligger på en ö som åtskiljs från Montréal av floden Rivière des Prairies. Laval har 438 366 invånare (2021, fjortonde i Kanada) och med sin yta på 246,13 km² en befolkningstäthet på 1 781 invånare/km².

## Geografi
Laval ligger på ön Île Jésus som fortfarande delvis har landsbygdskaraktär. Stadsbebyggelsen är koncentrerad till de centrala delarna av ön och längs med de södra och västra stränderna.
Sex broar (varav fem är motorvägar), två pendeltågslinjer och en metrolinje förbinder Laval med omgivande städer: Bois-des-Filion, Terrebonne, Rosemère, Boisbriand, Saint-Eustache och Montréal.

## Politik
Politiskt väger Laval lika mellan de två nationalistpartierna, Bloc Québécois och Parti Québécois, och det liberala partiet, Parti liberal du Québéc. Undantaget är Chomedey i söder med en klar majoritet som motsatte sig en utbrytning från Kanada.

## Demografi
Av Lavals invånare är 73 % franskspråkiga och 6 % engelskspråkiga, medan 20 % talar något annat språk. I staden finns betydande grekiska, italienska och arabiska minoriteter. 81 % är romersk-katolska.
Medelinkomsten var 23 965 dollar.

## Historia
Den första bosättningen i Laval grundades av jesuiter 1636 som tilldelades en förläning på ön och fyra år senare hade de fått igång ett jordbruk. 1675 tog François de Montmorency-Laval, Nya Frankrikes första biskop, över styret. 1702 grundades en församling som tillägnades Frans av Sales. Vid kommunreformen 1845 blev församlingarna på ön kommuner. Urbaniseringen kom inte igång förrän i början av 1900-talet. Laval-des-Rapides blev öns första stad 1912 och fick sällskap av byn L'Abord-à-Plouffe tre år senare då också turistorten Laval-sur-le-Lac grundades. Med sin närhet till Montréal växte snart Laval upp till en av metropolens största förorter.
För att bemöta de problem som urbaniseringen orsakade började städerna på ön slås samman till större administrativa enheter. L'Abord-à-Plouffe slogs samman med Renaud och Saint-Martin och bildade staden Chomedey 1961. De framgångar som sammanslagningen innebar gjorde att man fyra år senare ombildade hela ön till en enda stad. Dagens Laval hade då en befolkning på 170 000.